# هپتانول
هپتانول ممکن است به یکی از موارد زیر اشاره داشته باشد:
- ۱-هپتانول
- ۲-هپتانول
- ۳-هپتانول